# Centre national de sécurité routière (Bénin)

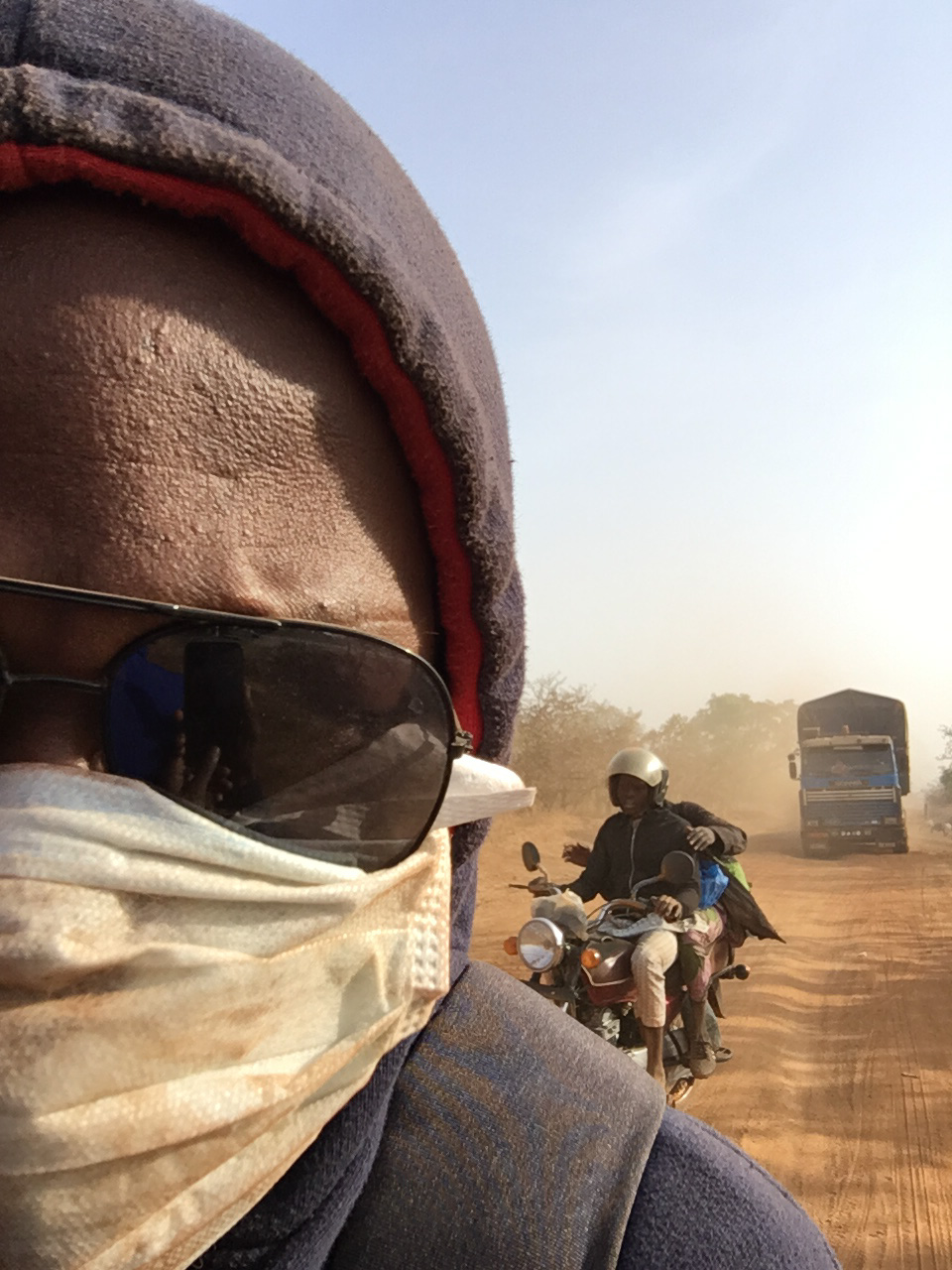
Motocyclistes doublant un camion sur une piste.

Le Centre national de sécurité routière (CNSR), créé en 1987 par le décret n° 87-442, est un organisme public à caractère administratif et social du Bénin, placé sous la tutelle du Ministère des Travaux Publics et des Transports et dont le rôle est d'accroître la sécurité des usagers de la route.

## Contexte
Chaque année, le Bénin enregistre en moyenne près de 5 000 accidents corporels, avec plus de 700 tués et près de 6 000 blessés, sans parler des dégâts matériels. Ces accidents de la route sont liés pour la plupart aux mauvais comportements des conducteurs, notamment l'excès de vitesse, l'alcool et la drogue au volant, le téléphone portable au volant, l'état des pneumatiques, l'état des véhicules et la conduite sous l'effet de la fatigue.

Quatre-roues en surcharge.
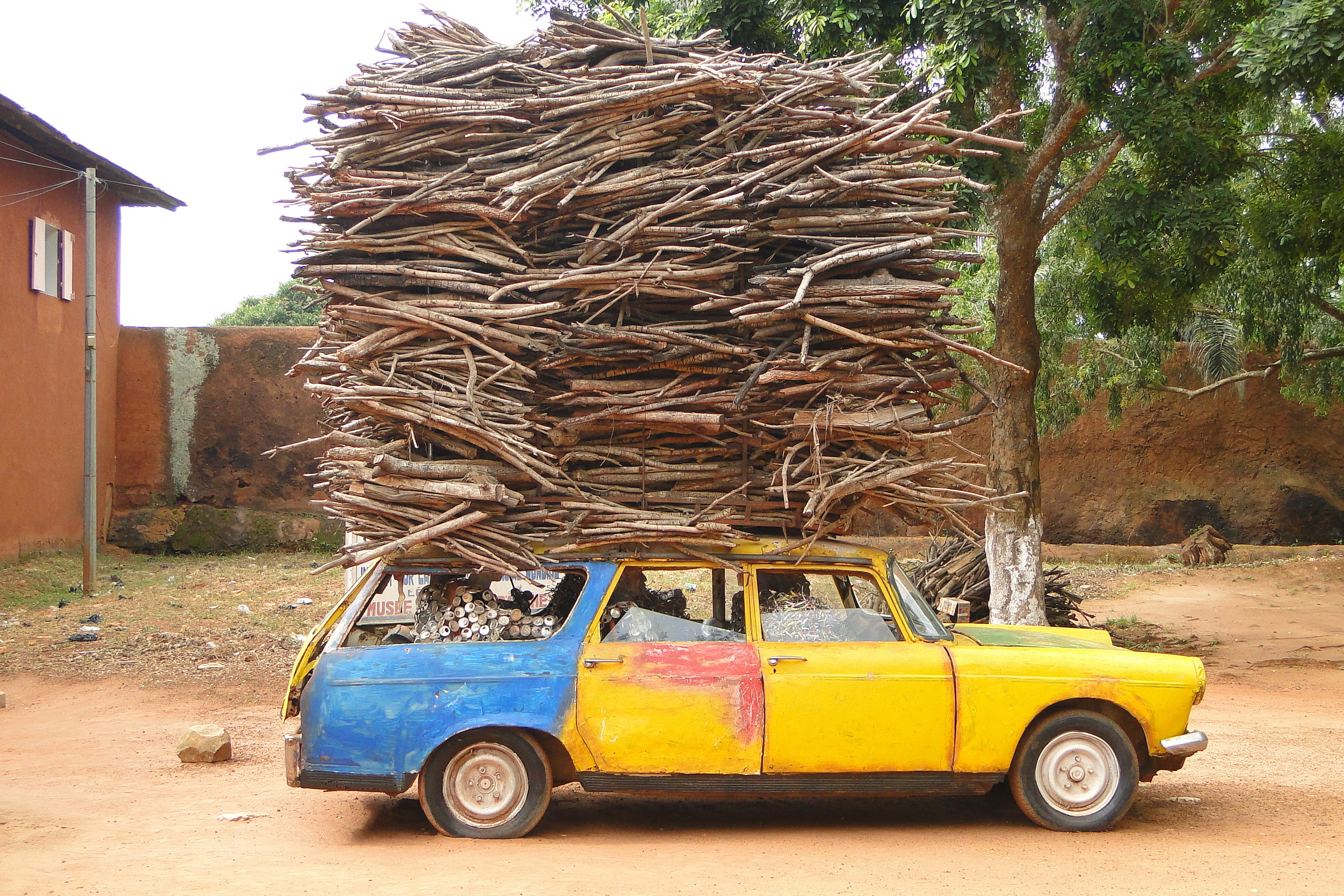
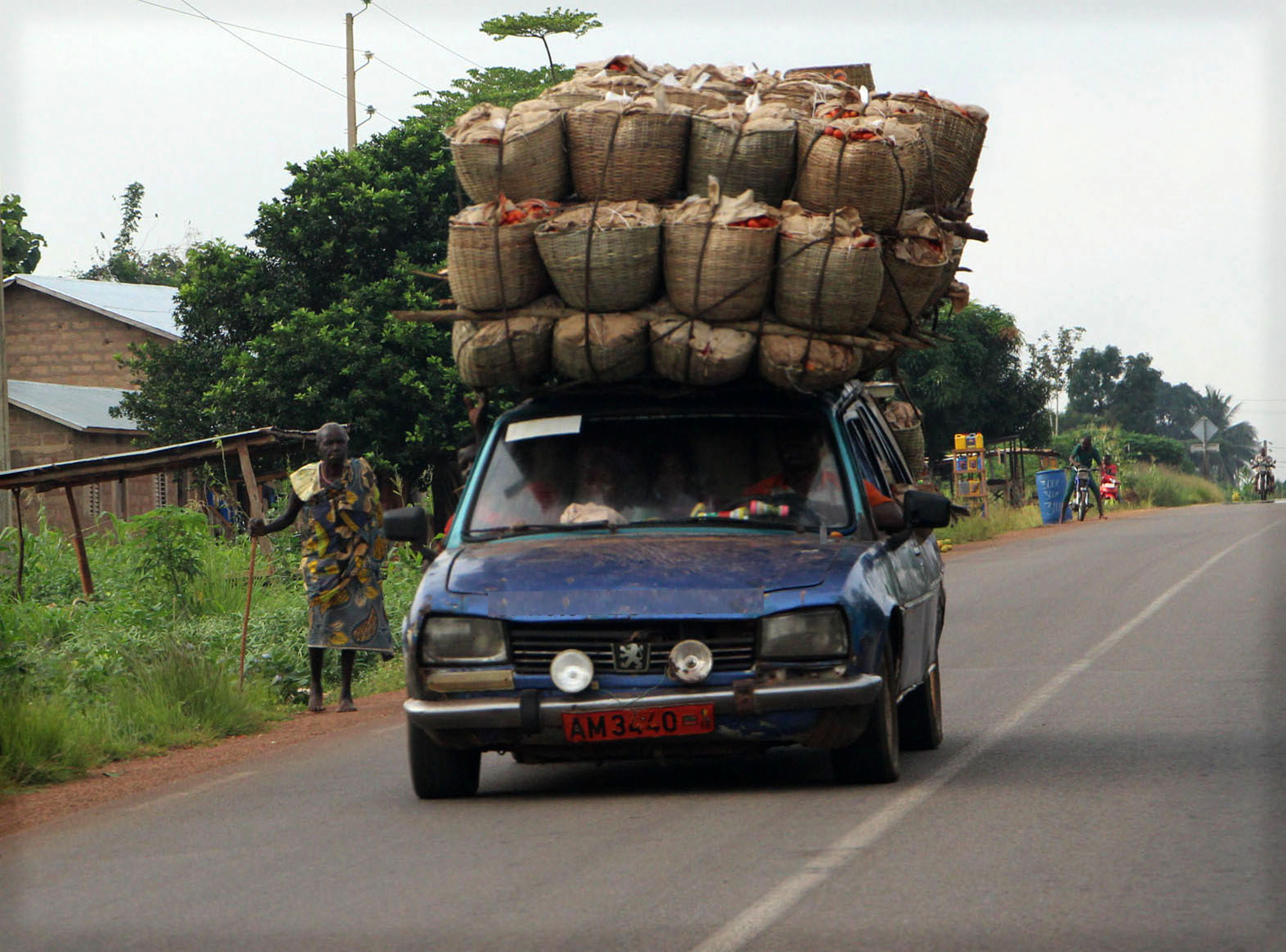
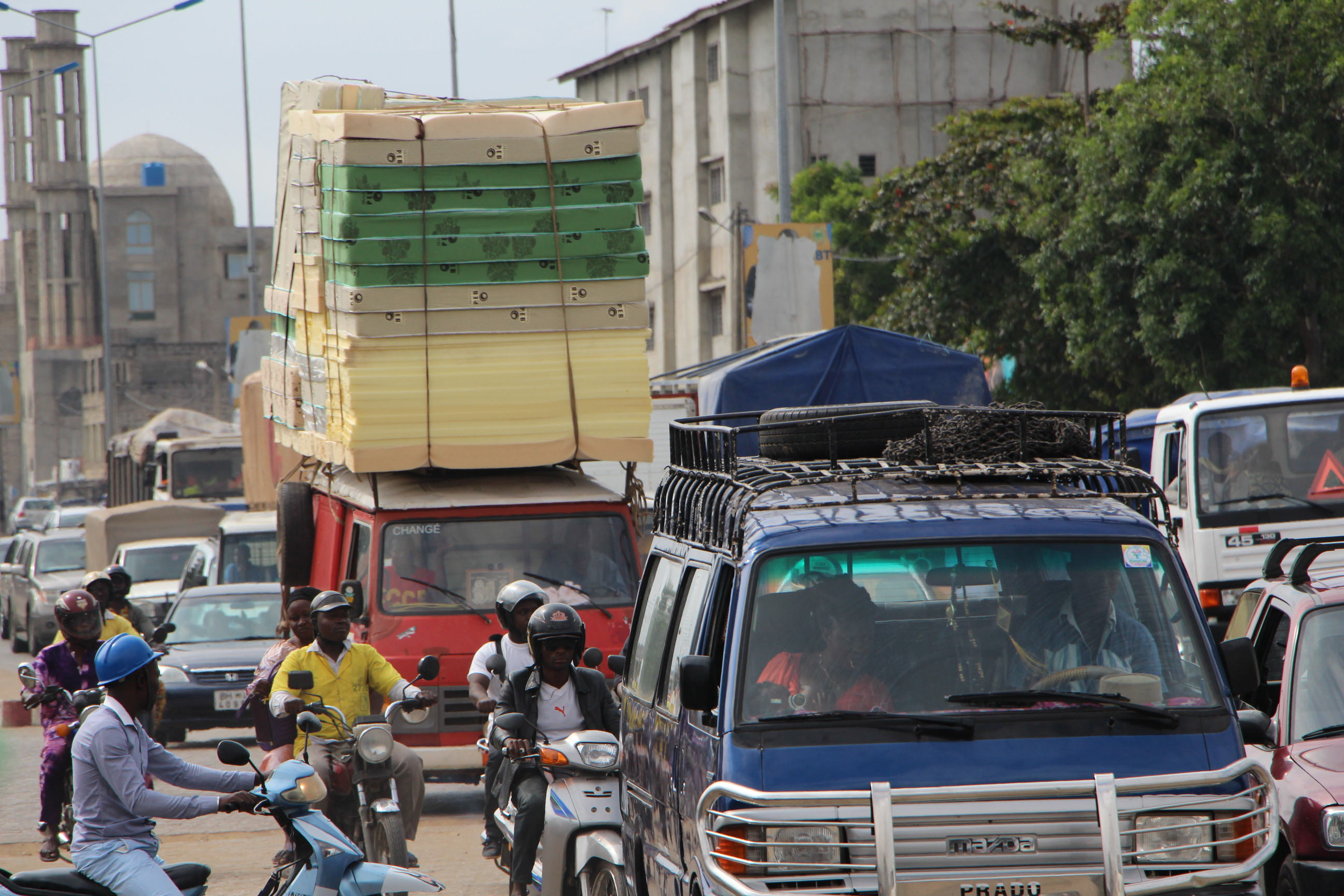
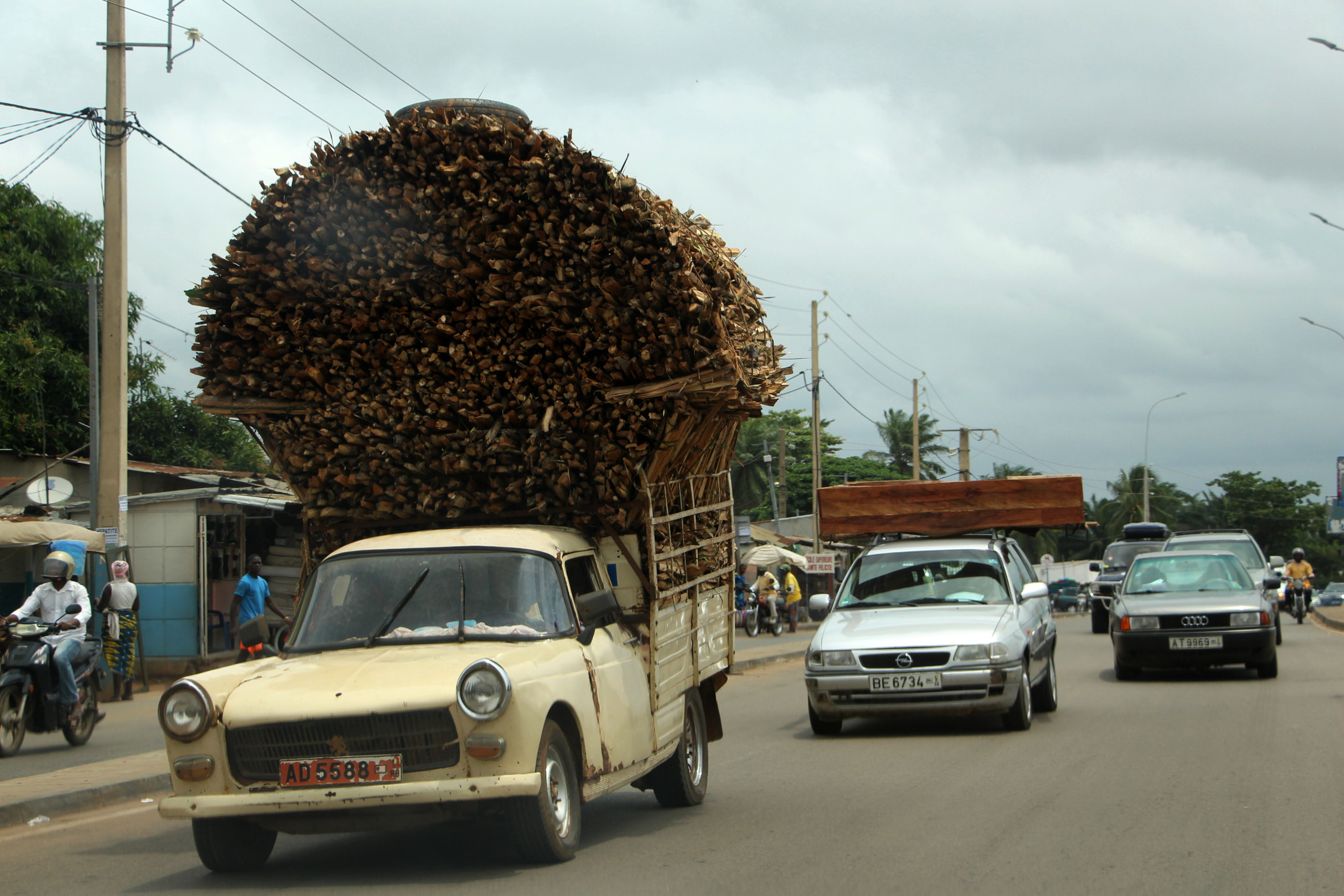
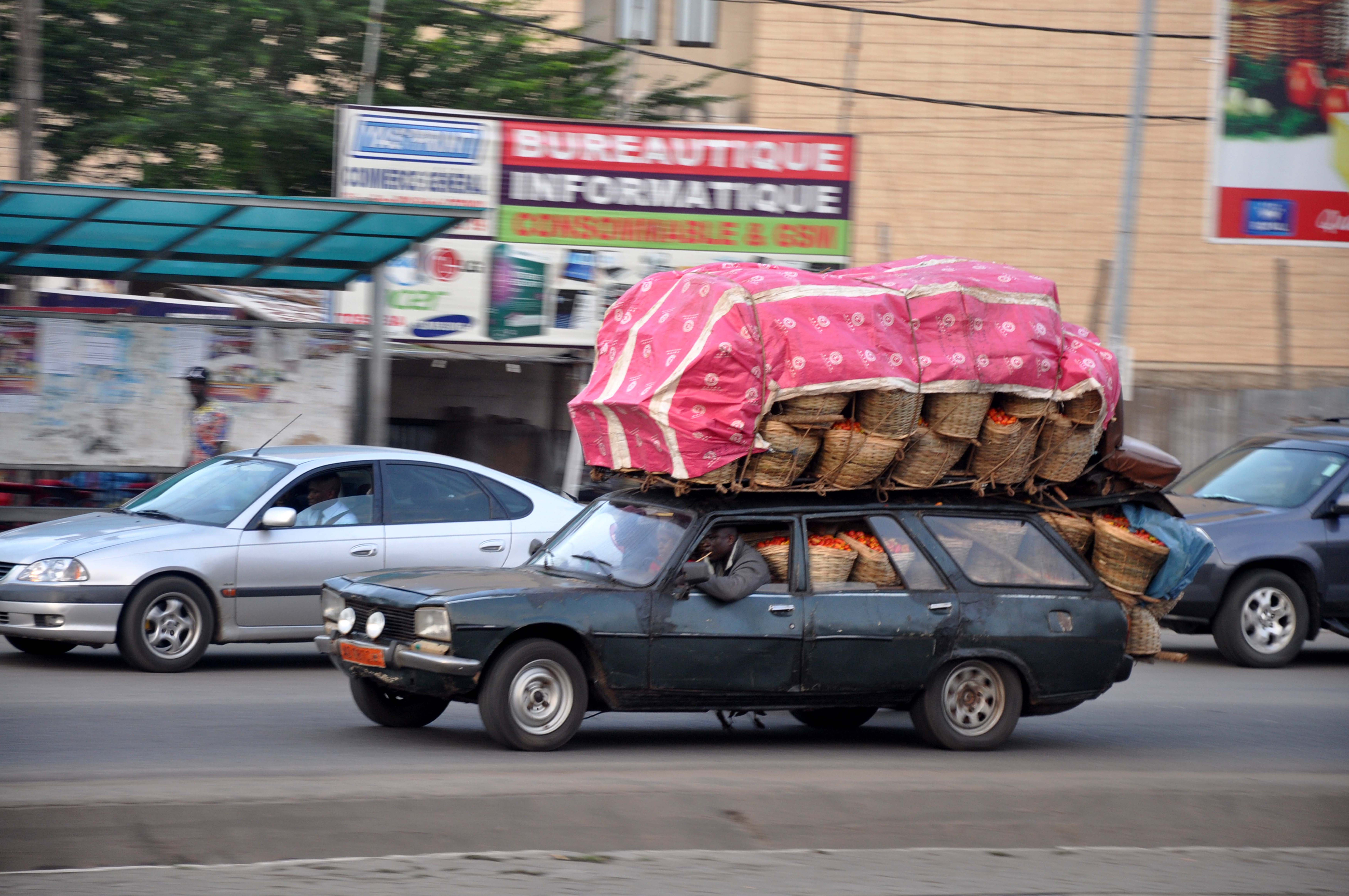

Les taxis-motos (ou zémidjans) sont particulièrement vulnérables.

Deux-roues en surcharge.
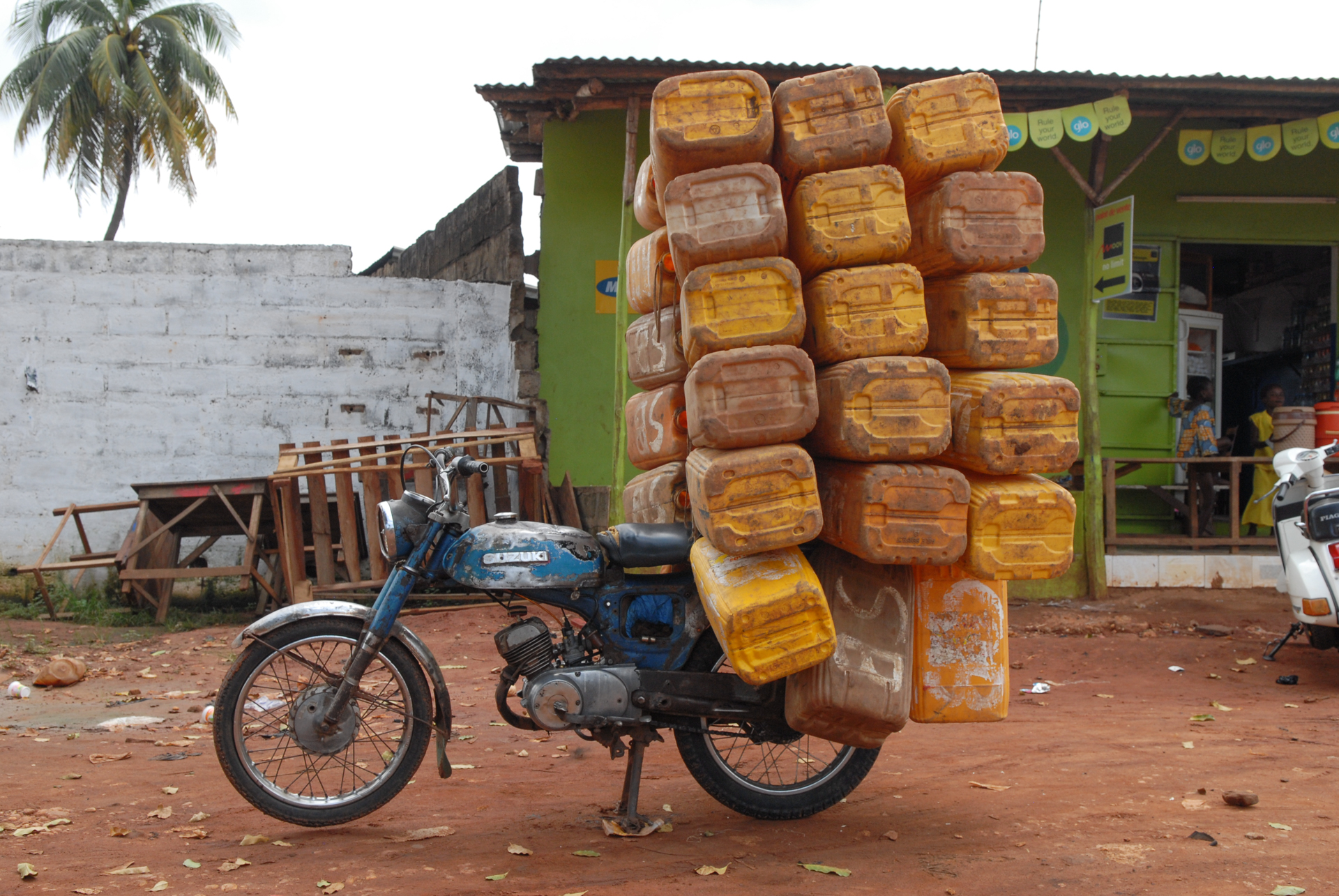
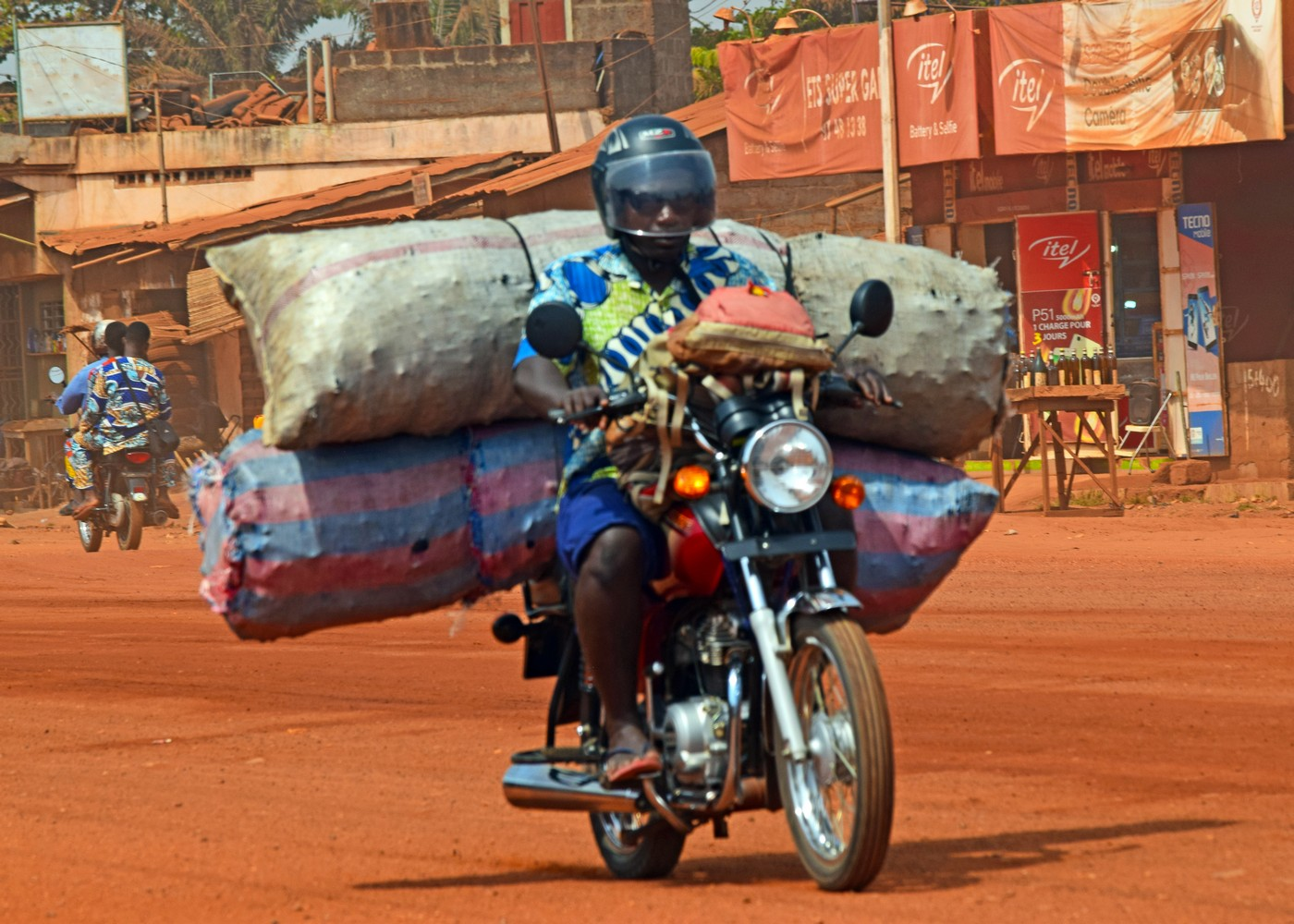
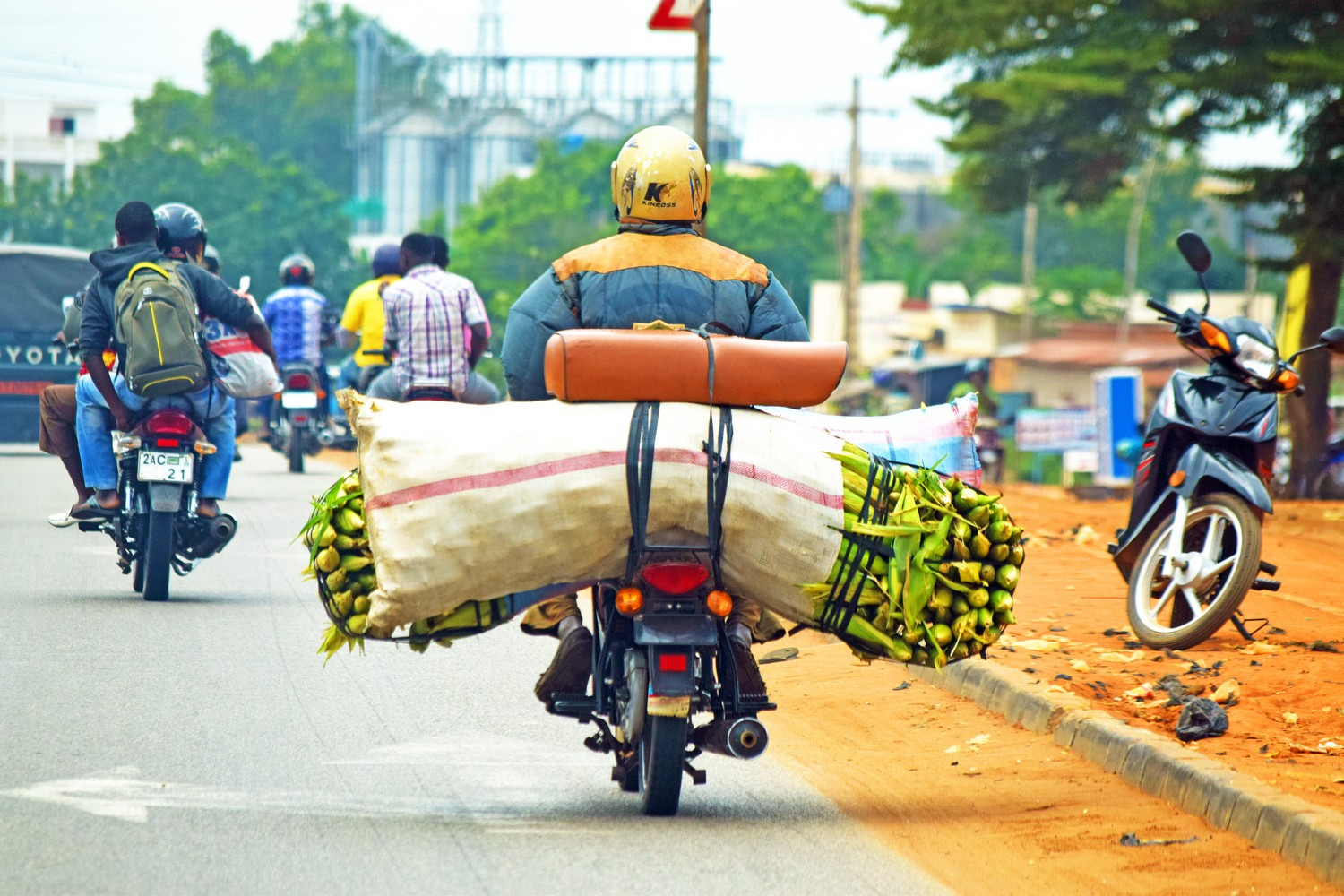
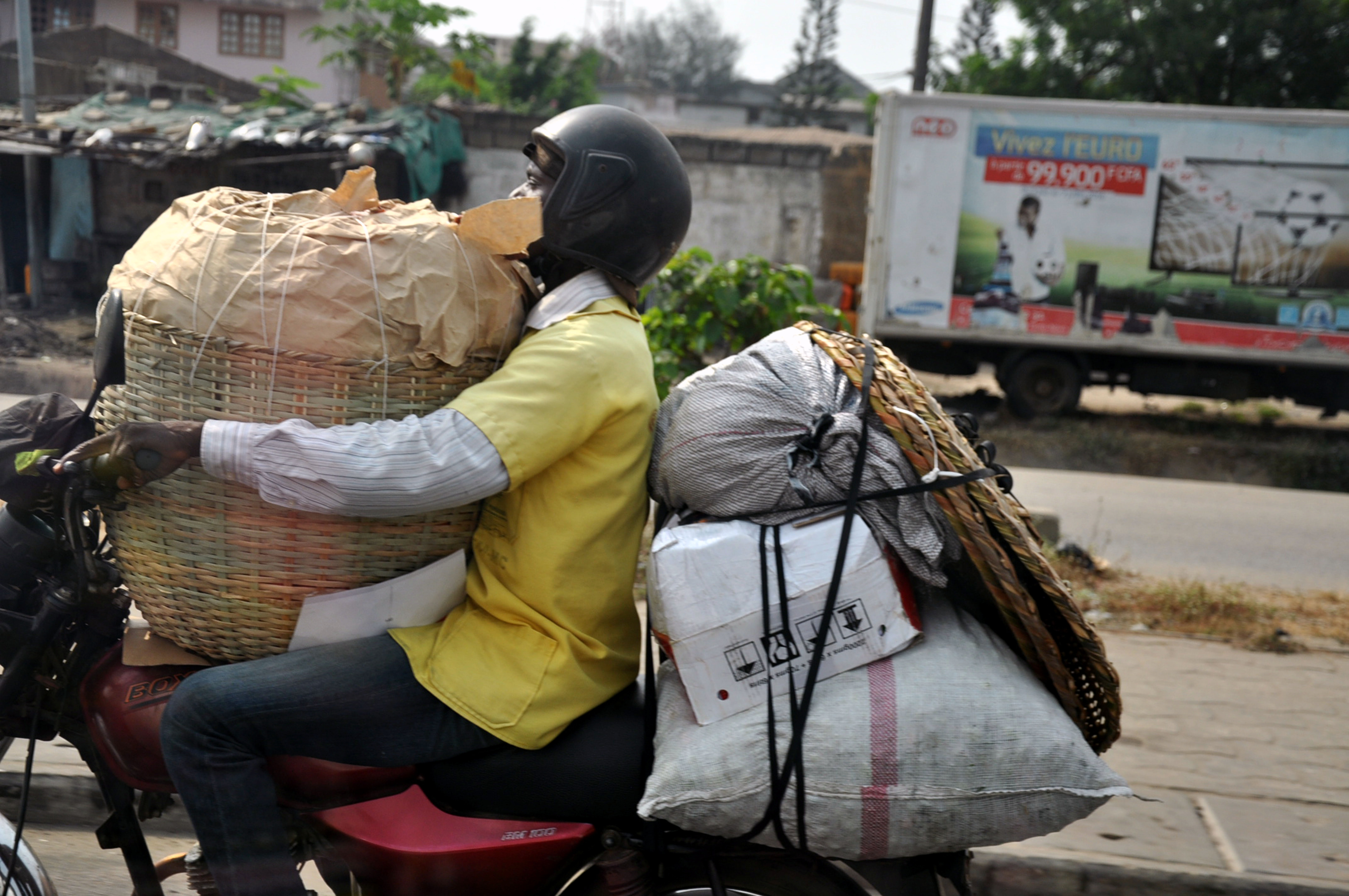

## Historique
C'est pourquoi un centre national de sécurité routière (CNSR) a été créé par le décret n° 87-442 du 29 décembre 1987, dont les statuts ont été approuvés par le décret n° 87-443 du 29 décembre 1987. Le 15 juin 2017, les trois grandes réformes annoncées pour l'amélioration de ces performances ont été initiées,.

## Mission

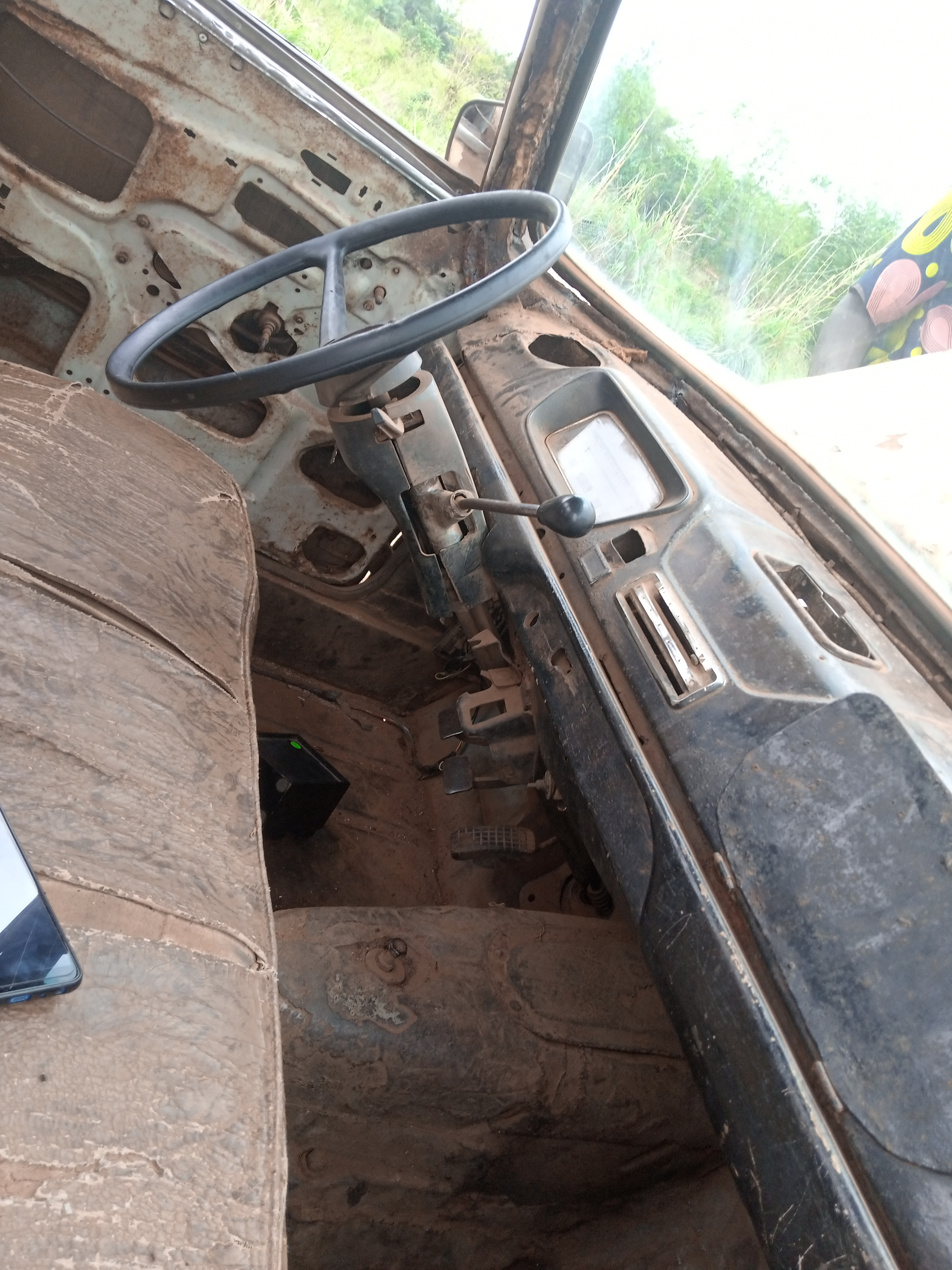
Intérieur d'un véhicule délabré (2020).

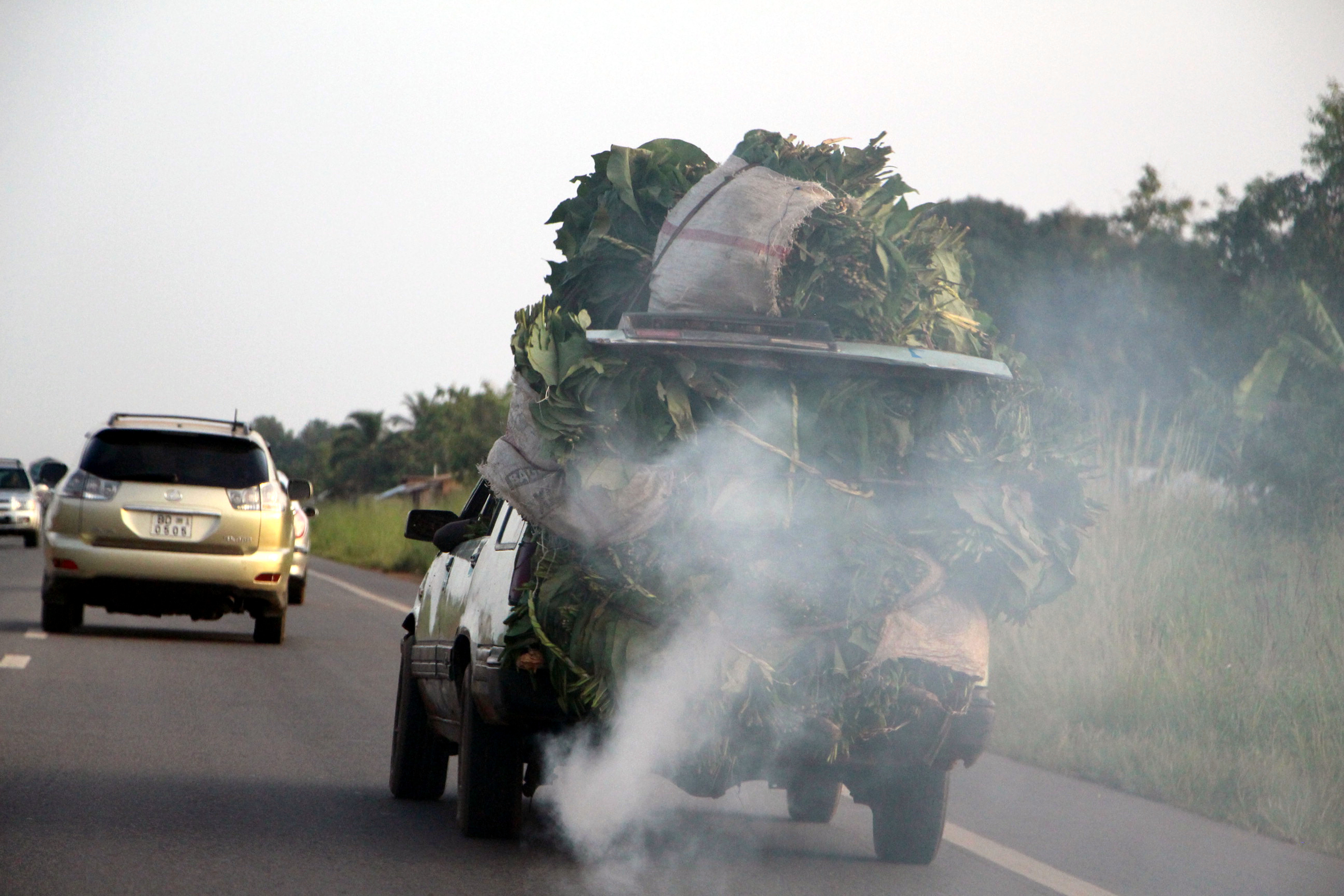
Véhicule polluant (2018).

La principale mission du CNSR est « l’étude, la recherche et la mise en œuvre de tous les moyens destinés à accroître la sécurité des usagers de la route, notamment par des mesures de prévention et de lutte contre les accidents de la route », mission pour laquelle les attributions suivantes ont été définies :
- l’éducation routière ;
- l’information et la sensibilisation des usagers de la route ;
- la formation et le perfectionnement des conducteurs et le recyclage des examinateurs de permis de conduire ;
- le contrôle technique automobile ;
- le contrôle du respect du code de la route ;
- l’organisation et l’animation des commissions de retrait des titres de transports à la suite des infractions au code de la route[1].